# روب موريس
روب موريس (بالإنجليزية: Rob Morris)‏ هو لاعب كرة قدم أمريكية أمريكي، ولد في 18 يناير 1975 في نامبا في الولايات المتحدة.

## وصلات خارجية
- روب موريس على موقع إي إس بي إن.كوم (أن.أف.أل)3
- روب موريس على موقع مرجع كرة القدم المحترفة.كوم (الإنجليزية)